# Heshe (köpinghuvudort i Kina, Hainan Sheng, lat 19,60, long 109,72)
Heshe är en köpinghuvudort i Kina. Den ligger i provinsen Hainan, i den södra delen av landet, omkring 82 kilometer sydväst om provinshuvudstaden Haikou. Antalet invånare är 23 366. Befolkningen består av 10 752 kvinnor och 12 614 män. Barn under 15 år utgör 24,0 %, vuxna 15-64 år 66 %, och äldre över 65 år 9,0 %.
Runt Heshe är det ganska tätbefolkat, med 199 invånare per kvadratkilometer. Heshe är det största samhället i trakten. Omgivningarna runt Heshe är en mosaik av jordbruksmark och naturlig växtlighet.
Genomsnittlig årsnederbörd är 2 661 millimeter. Den regnigaste månaden är juli, med i genomsnitt 450 mm nederbörd, och den torraste är januari, med 24 mm nederbörd.